# Plaza de la Universidad (Valladolid)
La plaza de la Universidad es una de las plazas principales del centro de la ciudad de Valladolid, en la comunidad autónoma de Castilla y León, España. Históricamente conocida como plaza de Santa María, fue renombrada a comienzos del siglo XX por encontrarse en ella la fachada de la universidad, actual Facultad de Derecho de la Universidad de Valladolid.

## Historia

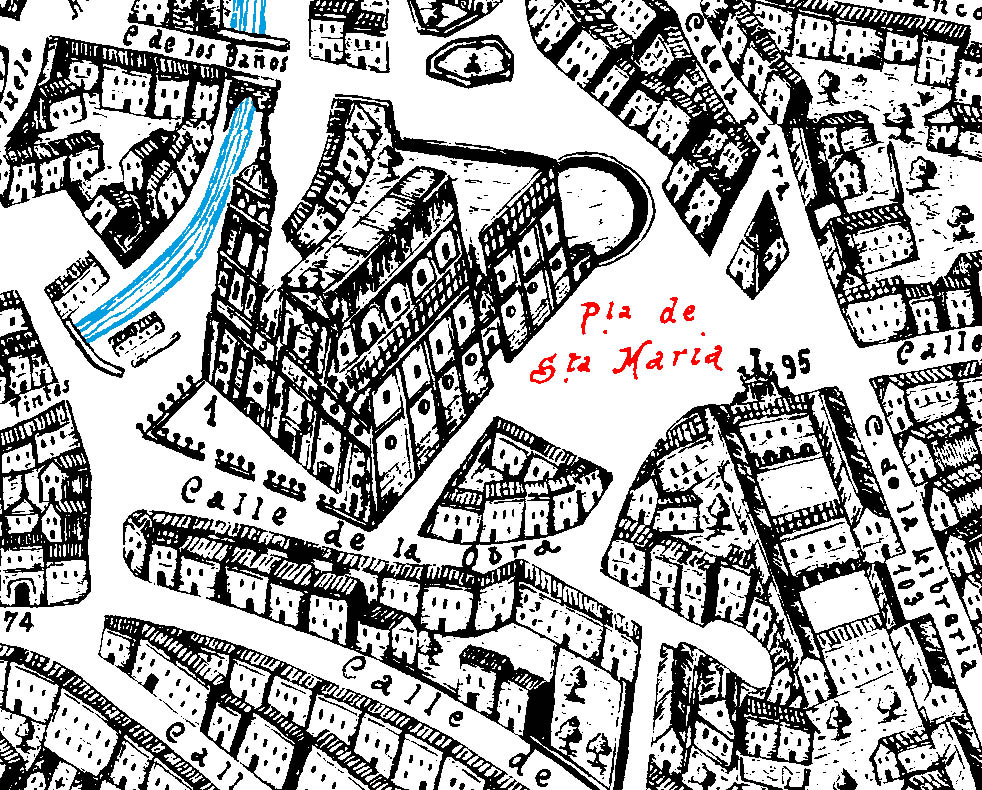
La plaza de Santa María en el plano de Valladolid de 1738 realizado por Ventura Seco.

El espacio que ocupa la actual plaza de la Universidad nació al costado de la colegiata de Santa María la Mayor, de la que tomó su nombre primitivo de plaza de Santa María. En la carta dotal otorgada por los condes Pedro Ansúrez y su esposa Eylo Alfonso el 21 de mayo de 1095 a la nueva colegiata figura que le otorgaban la mitad del mercado de Valladolid.
Según Juan Antolínez de Burgos, dicho mercado se encontraba en la plaza de Santa María. Por disposición del conde Ansúrez, el primer ayuntamiento de la nueva localidad de Valladolid se reuniría en la colegiata, en una sala que caía sobre uno de los claustros y a la que se accedía mediante una escalera de caracol desde la plaza de Santa María.
En la propia plaza se situó asimismo el rollo de justicia con la figura de un león que desde 1158 sirvió como picota y lugar de escarmiento para las malas mujeres y de tribuna para vocear los pregones de almonedas y sentencias. El rollo permaneció en la plaza hasta que concluyeron las obras de la fachada y el atrio de la catedral, trasladándose allí y pasando a ser conocido comúnmente como "león de la catedral". Con el hundimiento de La buena moza el 31 de mayo de 1841, el rollo quedó sepultado y destrozado.
Juan Agapito y Revilla, en su obra Las calles de Valladolid, apunta a que en su opinión, la coronación de Fernando III de Castilla y de su madre Berenguela de Castilla hubo de producirse en la plaza de Santa María, en lugar de en la actual plaza Mayor de Valladolid, pese a que en esta última exista hoy en día una placa conmemorativa de tal evento colocada a solicitud del cronista de la ciudad Casimiro González García-Valladolid. Agapito y Revilla argumenta su postura teniendo en cuenta que las crónicas medievales únicamente indican que la coronación tuvo lugar en la antigua plaza del Mercado de Valladolid y tomando en consideración, asimismo, que la plaza Mayor de la ciudad fue previamente conocida como plaza del Mercado. No obstante, en la época de la coronación el mercado estaba en la actual plaza de la Universidad y el espacio que ocupa la plaza Mayor no era más que un área a las afueras de la ciudad, por lo que carecería de sentido que el acontecimiento se celebrase en un espacio fuera del corazón urbano.
Con el progresivo crecimiento de la ciudad el mercado se trasladó a la actual plaza principal en 1338 y la plaza de Santa María quedó relegada a un papel más secundario. Sin embargo mantuvo su relevancia como lugar de celebración de los actos públicos del tribunal de la Inquisición y, gracias a la construcción de los edificios de la universidad en su entorno, como plaza donde los doctorados celebraban su nuevo estatus con festividades taurinas.
En el siglo XIX la plaza fue reformada y modernizada y en ella se fijó en 1889 el emplazamiento definitivo de la estatua de Cervantes modelada por Fernández de la Oliva.
A comienzos de la década de 2010 se instaló en uno de los jardines de la plaza un hito haciendo referencia a la pertenencia de Valladolid al Camino de la Lengua Castellana.